# أدريان هاتشر
أدريان هاتشر (بالإنجليزية: Adrian Hatcher)‏ هو منافس ألعاب قوى أسترالي، ولد في 6 مايو 1970 في ملبورن في أستراليا.

## وصلات خارجية
- أدريان هاتشر على موقع الاتحاد الدولي لألعاب القوى (الإنجليزية)
- أدريان هاتشر على موقع النتائج التاريخية لألعاب القوى الأسترالية (الإنجليزية)
- أدريان هاتشر على موقع أوليمبيديا (الإنجليزية)
- أدريان هاتشر على موقع اللجنة الأولمبية الأسترالية (الإنجليزية)